# Sergueï Fedotov
Sergueï Alexandrovitch Fedotov (russe : Серге́й Алекса́ндрович Федо́тов), né le 19 mars 1931 à Léningrad et mort le 20 août 2019, est un volcanologue et sismologue soviétique et russe, docteur en sciences physiques et mathématiques (1970), académicien de l'Académie des sciences de Russie (élu en 1992). Il a fait partie du conseil de l'Académie des sciences de Russie, et il était directeur de recherches de l'Institut de volcanologie et de sismologie (qu'il a dirigé de 1971 à 2004) et à l'Institut de physique de la Terre Schmidt de l'Académie des sciences de Russie.

## Biographie
Sergueï Fedotov est diplômé en 1953 de la faculté de géologie de l'université d'État de Moscou; après des travaux à l'université, il est en 1959-1970 chef de l'expédition sismologique de l'Océan Pacifique de l'Institut de physique de la Terre. De 1969 à 1993, il dirige le laboratoire de sismicité de la ceinture Pacifique de l'IPT. De 1971 à 2004, il est directeur de l'Institut de volcanologie et de sismologie.
En 1970, il est élu membre-correspondant de l'Académie des sciences de l'URSS et en 1992, académicien.
Il est rédacteur-en-chef de la revue Volcanologie et Sismologie («Вулканология и сейсмология») de l'Académie des sciences.
Sergueï Fedotov est membre du présidium du département de l'Extrême-Orient de l'Académie des sciences et président du conseil scientifique en volcanologie et sismologie. Il préside le conseil de l'Institut de volcanologie et de sismologie et de la filiale du Kamtchatka du service de géophysique de l'Académie des sciences qui prévoit les tremblements de terre et les éruptions volcaniques.
Il meurt en 2019 et il est enterré au cimetière d'Ostankino de Moscou.

## Réalisations scientifiques
Les principaux domaines de recherche de Fedotov sont : les modèles de sismicité, la prévision sismique à long terme et son application dans le domaine de arc des Kouriles-Kamtchatka et les structures similaires, les systèmes d'alimentation magmatiques des volcans et le mécanisme de l'activité volcanique.
Fedotov a identifié des caractéristiques importantes des ondes sismiques réfractées aux limites curvilignes et réfléchies par celles-ci, a mené des études sismologiques détaillées sur les îles Kouriles du Sud, a établi un certain nombre de schémas généraux du processus sismique.
Il est l'auteur de plus de 320 articles scientifiques publiés et inventions et rédacteur de 4 monographies.

## Distinctions
- Ordre de la révolution d'Octobre
- Ordre du Drapeau rouge du Travail (1979)
- Ordre du Mérite pour la Patrie de IVe classe (2002)
- Ordre de l'Honneur (1997)
- Lauréat du prix Triomphe

## Quelques publications
- Энергетическая классификация курило-камчатских землетрясений и проблема магнитуд [Classification énergétique des tremblements de terre des Kouriles-Kamtchatka et problème des magnitudes],Moscou, éd. Naouka, 1972, 116 pages
- Землетрясения и глубинное строение юга Курильской островной дуги [Séismes et structure profonde du sud de l'arc des îles Kouriles], Moscou, éd. Naouka, 1969, 212 pages
- Сильные камчатские землетрясения 1971 года [Les tremblements de terre forts du Kamtchatka en 1971], Inst. de vulcanologie de l'Acad. des sciences de l'URSS, 1975, 155 pages
- Вулканизм и геодинамика [Volcanisme et Géodynamique], Moscou, éd. Naouka, 1977, 262 pages (avec G.P. Adveïko)
- Вулканизм островных дуг [Le Volcanisme des arcs insulaires], éd. Naouka, Moscou, 1977, 255 pages (avec S.A. Tokarev)
- Геодинамика и вулканизм островных дуг северо-западного сектора Тихоокеанского кольца [Géodynamique et volcanisme des arcs insulaires du secteur nord-ouest de l'anneau du Pacifique], Radio soviétique, 1978, 141 pages (avec O.N. Volynets)
- Геологические и геофизические данные о Большом трещинном Толбачинском извержении 1975—1976 гг. [Données géologiques et géophysiques sur l'éruption de la grande fissure du Tolbatchik de 1975-1976], Moscou, éd. Naouka, 1978, 254 pages (avec E.K. Markhinine)
- Большое трещинное Толбачинское извержение. [Éruption de la grande fissure du Tolbatchik], Moscou, éd. Naouka, 1984, 636 pages
- Модели теплопереноса в гидротермальных системах Камчатки [Modèles de transfert de chaleur dans les systèmes hydrothermaux du Kamtchatka], Moscou, éd. Naouka, 1987, 149 pages (avec A.V. Kirioukhine et V.M. Sougrobov)
- Природа глобальных геологических циклов [La nature des cycles géologiques mondiaux], Moscou, éd. Naouka, 1993, 121 pages,  (ISBN 9785020035904). (avec S.Ia. Serguine)
- Строение верхней мантии юга Курильской островной дуги по данным детальных сейсмологических исследований [La structure du manteau supérieur au sud de l'arc des îles Kouriles d'après les données d'études sismologiques détaillées] // Всесоюзная конференция по итогам Международного геофизического года [Conférence de toute l'Union soviétique à la suite des résultats de l'Année géophysique internationale]: [24 janvier-5 février 1963], Moscou, 1963
- (en) On energetic classification of Kuril-Kamchatka Earthquakes, Q-frequency dependence and magnitude problem // General Scientific Assemblies, IASPEI, IAGA: [Madrid. 1969]: Abstr. — Madrid: 1969. bstr. — Madrid: 1969.